# Passos (Minas Gerais)
Pour les articles homonymes, voir Passos.
Passos est une ville brésilienne de l'État du Minas Gerais. Sa population était estimée à 111 651 habitants en 2013. La municipalité s'étend sur 1 339 km2.

## Maires
| Période | Période | Identité                 | Étiquette | Qualité |
| ------- | ------- | ------------------------ | --------- | ------- |
| 2009    | 2012    | José Hernani da Silveira | PMDB      |         |